# Bodoc, Covasna
Bodoc este satul de reședință al comunei cu același nume din județul Covasna, Transilvania, România.

## Așezare
Localitatea Bodoc este situată la poalele Munților Bodoc, la o altitudine de 544 m. pe malul stâng al Oltului, în apropierea DN12, ce leagă municipiul Sfântu Gheorghe de Miercurea Ciuc.

## Istoric
Prima atestare documentară datează din anul 1332.
Cercetările arheologice desfășurate pe teritoriul acestui sat au descoperit urme ale locuirii încă din cele mai vechi timpuri, astfel, în Munții Bodocului, în apropiere de "Cetatea Comorii", s-a găsit o secure din perioada eneolitică iar în locul numit "Pădurea Mestecenilor", s-au constatat resturile unei așezări aparținând culturii Ariușd. Fragmente de ceramică
aparținând aceleași culturi s-au găsit și pe locul vechiului cimitir romano-catolic. Pe malul stâng al Oltului, sub muntele Bodoc, în partea dreaptă a satului, pe platoul numit "Vârful Comorii" s-au descopeit urme de arsură și ceramică din prima epocă a fierului, aici aflându-se și o fortificație din evul mediu, unde s-a găsit o sabie datând din sec. XII - XIII.

## Economie
Activitatea de bază a locuitorilor acestei localități o constituie agricultura și creșterea animalelor. Un aport la economia locală îl are și industria materialelor de construcții (carieră de nisip), industria alimentară (fabrică de îmbuteliat apă minerală), cât și comerțul și turismul rural.

## Atracții turistice
- Biserica Reformată, construcție secolul al XV-lea